# Ain’t It Fun
«Ain’t It Fun» (с англ. — «Разве это не весело?») — песня американской альтернативной рок-группы Paramore, выпущенная в качестве четвертого и последнего сингла с их четвёртого студийного альбома Paramore (2013). Сингл вышел 4 февраля 2014 года на лейблах Fueled by Ramen и Atlantic Records. Песня была написана Хейли Уильямс, Тейлором Йорком и спродюсирована Джастином Мелдал-Джонсеном.
Песня получила одобрение музыкальных критиков, которые отметили её музыкальное разнообразие. Песня попала на радио в США и Италии; 12-дюймовая пластинка сингла была выпущена ко Дню музыкального магазина (Record Store Day) в 2014 году. Песня стала самым популярным синглом Paramore в Billboard Hot 100, заняв 10 место, и получила «двойную платиновую» сертификацию RIAA, с продажами более двух миллионов синглов. На международном уровне песня получила умеренные коммерческие результаты, попав в топ-40 австралийского, канадского и венесуэльского чартов. 8 февраля 2015 года песня получила премию «Грэмми» за лучшую рок-песню на 57-й церемонии, став первой победой Paramore на «Грэмми» и сделав Уильямс первой женщиной, удостоенной этой чести со времён Аланис Мориссетт в 1999 году.

## История
Первая песня Paramore, законченная в Лос-Анджелесе, «Ain’t It Fun» была спродюсирована музыкантом Джастином Мелдал-Джонсеном. Работа над песней началась в гостиничном номере, где Тейлор Йорк создал на своем синтезаторе звуковую петлю, которую Уильямс сравнила с работами Siouxsie and the Banshees и Полы Абдул. Услышав его, Хейли Уильямс предложила написать к нему текст. Позже Уильямс и Йорк начали накладывать друг на друга голоса, имитируя голоса участников госпел-хора. Шесть месяцев спустя они записались с госпел-хором, состоящим из шести человек: Брэндон Хэмптон, Джослин Джеймс, Кэтрин и Шон Дэнси, Талита Мэнор и Иоланда Харрис-Дэнси. Уильямс, которая была знакома с госпел-музыкой, связала включение госпел-хора в песню со своим воспитанием, в котором она часто посещала церкви. Уильямс заявила, что песня была вдохновлена «корнями» группы, объяснив, что она выросла на «поп-музыке, фанке и соуле».

## Композиция
Песня «Ain’t It Fun» написана в тональности ми-мажор и исполняется в умеренном темпе 104 удара в минуту. В песне использованы «веселый» ксилофон и «резиновая» бас-гитара. Редактор газеты Corvallis Gazette-Times описал её мелодию как «веселую» и «пропульсивную», а Шон Адамс из Drowned in Sound назвал её «заразительной». Хотя её основным жанром является поп-рок, Адамс и Ребекка Николсон из The Guardian назвали песню более попсовой, чем предыдущий материал группы. Первый также сравнил её с работами Incubus, а Николсон заявила, что она «звучит так, как будто Александр О’Нил только что открыл для себя бэк-каталог Refused». Теон Вебер из Spin назвал её «задорной» и отнес к песням новой волны.

## Отзывы
Песня «Ain’t It Fun» получила положительные отзывы музыкальных критиков и интернет-изданий. В статье для Alternative Press Скотт Хейзел отметил, что песня является одним из «моментов разнообразия, которые действительно заставляют Paramore сиять». Брэд Уит из Billboard отметил, что инструментарий песни помог ей преодолеть статус «средней рок-песни». Мэтт Коллар из AllMusic назвал песню «немедленной классикой». Крис ДеВилль из Stereogum высказал мнение, что песня «crack». Джон Долан из Rolling Stone отметил, что в песне «Ain’t It Fun» Уильямс переходит в новый музыкальный жанр Paramore с позицией «I-will-survive warrior priestess». Кайл Андерсон из Entertainment Weekly, Брайан Мэнсфилд из газеты USA Today и Аманда Келлнер из Consequence of Sound выбрали песню «Ain’t It Fun» как выделяющуюся из альбома. Koellner отметила, что «когда группа дает каждому треку немного больше свободы, они демонстрируют рост и хорошо проводят время». От имени The Arts Desk Лиза-Мари Ферла назвала эту песню «самым сильным моментом Paramore».
Мелисса Локер из Time описала ее как потенциально «идеальный летний гимн». Шон Адамс из Drowned in Sound пошутил, что съест свой модем, если песня не возглавит «все основные чарты мира», не получит премию Грэмми и не наберёт большое количество просмотров на YouTube. Томас Ингхэм из musicOMH, напротив, раскритиковал текст песни, посчитав его не соответствующим композиции трека; Фил Монгредиен из The Observer написал, что влияние госпела в песне «не пошло ей на пользу». Ченнинг Фриман из Sputnikmusic пошутил, что предыдущие участники группы Джош и Зак Фарро покинули группу, услышав демо-версию «Ain’t It Fun». Фриман также назвал текст песни «нелепым» и осудил включение госпел-хора. Тони Клейтон-Леа из The Irish Times назвал песню «удручающе заурядной».
В 2017 году NME поставил песню на второе место в списке 10 величайших песен Paramore, а в 2021 году Kerrang поставил песню на четвёртое место в списке 20 величайших песен Paramore. Pitchfork поставил песню на 112 место в списке лучших песен 2010-х годов.

## Коммерческий успех
Песня «Ain’t It Fun» дебютировала под номером 96 в чарте US Billboard Hot 100 от 15 марта 2014 года. На пятой неделе чарта песня вошла в топ-40 Hot 100 под номером 34. Тем самым Paramore стала первым альбомом группы, который принес два хита в топ-40, после того как «Still Into You» достиг пика на 24 месте. Песня поднялась на 10-е место в выпуске от 24 мая 2014 года, став самой высокой в чарте песней Paramore. По данным Billboard, это шестой по величине коммерческий успех Уильямс в США. В компонентных чартах журнала «Ain’t It Fun» достигла более высоких позиций, за исключением 23-го места в чарте Adult Contemporary. За неделю, закончившуюся 15 мая, песня возглавила чарт Hot Rock Songs, сместив «Pompeii» группы Bastille, которая оставалась на вершине 12 недель. Композиция также возглавила Adult Top 40, а в Mainstream Top 40 заняла второе место, уступив «Fancy» Игги Азалии и Charli XCX. По состоянию на июнь 2014 года песня была продана в США тиражом более миллиона копий.
Не будучи выпущенной в качестве сингла в Великобритании, песня стала вторым самым низкоразмещённым треком Paramore, достигнув лишь 147-го места. По состоянию на май 2020 года «Ain’t It Fun» была продана в стране в количестве 291 000 единиц, став восьмым самым продаваемым синглом группы. Песня также достигла первой пятерки в рок-чарте страны Rock Chart.

## Музыкальное видео
Подготовка первой версии клипа «Ain’t It Fun» началась в начале июля 2013 года. Alternative Press сообщила, что режиссёром видео был назначен Джонатан Десбиенс, также известный как Jodeb. Съёмки видео продолжались до августа, когда Уильямс опубликовал фотографию группы на съёмочной площадке. Однако два месяца спустя группа опубликовала заявление, в котором сообщила, что видео отменено. В качестве объяснения Уильямс назвал «недовольство направлением, в котором двигалось видео»; взамен было снято видео на песню «Daydreaming».
Новый клип на песню, режиссёром которого стала София Пир, был снят 2 декабря того же года во Франклине, штат Теннесси. Пир заявила, что хотела, чтобы клип «отражал» послание, которое она сохранила в песне — «вы должны вывести себя из зоны комфорта и бросить себе вызов». Она начала с мозгового штурма идей для визуального ряда, поговорила с Александрой Янг и редактором видео Уинстоном Кейсом, которые предложили ей концепцию побития мировых рекордов. Пир выбрала 30 рекордов, которые группа должна была побить, однако они сократили их количество из-за короткой продолжительности съёмок видео. Рекорды были выбраны так, чтобы соответствовать «различным частям песни» и основывались на других уже существующих рекордах.
Для продвижения клипа Paramore сотрудничала с RecordSetter, убеждая фанатов создавать свои собственные мировые рекорды. Партнерство с Guinness World Records не было установлено; Пир прокомментировал: «RecordSetter гораздо более инклюзивный, чем Guinness, поэтому более крутой. [Генеральный директор первой компании] Дэн Роллман — вдохновенный человек, который посвятил себя помощи людям в легитимизации их талантов и специальностей. Это определенно правильное место для фанатов Paramore, чтобы подыграть им». Видео было выпущено 29 января 2014 года; закулисный клип был выпущен 3 марта.

## Позиции в чартах
| Чарт (2014)                                  | Высшая позиция |
| -------------------------------------------- | -------------- |
| Австралия (ARIA)                             | 32             |
| Канада (Billboard Canadian Hot 100)          | 27             |
| Канада (Billboard AC)                        | 21             |
| Канада (Billboard CHR/Top 40)                | 14             |
| Канада (Billboard Hot AC)                    | 8              |
| Чехия (Rádio — Top 100)                      | 25             |
| Чехия (Singles Digitál Top 100)              | 51             |
| Венгрия (Rádiós Top 40)                      | 4              |
| Ирландия (IRMA)                              | 55             |
| Мексика Mexico Ingles Airplay (Billboard)    | 8              |
| Португалия Portugal (AFP)                    | 38             |
| Словакия (Singles Digitál Top 100)           | 61             |
| Великобритания UK Singles (OCC)              | 147            |
| Великобритания (OCC UK Rock & Metal)         | 3              |
| США (Billboard Hot 100)                      | 10             |
| США (Billboard Hot Rock & Alternative Songs) | 1              |
| США (Billboard Adult Contemporary)           | 11             |
| США (Billboard Adult Pop Airplay)            | 1              |
| США (Billboard Pop Airplay)                  | 2              |
| Венесуэла Pop/Rock Songs (Record Report)     | 11             |

| Чарт (2014)                        | Позиция |
| ---------------------------------- | ------- |
| Канада (Canadian Hot 100)          | 95      |
| Венгрия (Rádiós Top 40)            | 46      |
| США US Billboard Hot 100           | 47      |
| США Adult Contemporary (Billboard) | 24      |
| США Adult Top 40 (Billboard)       | 11      |
| США Hot Rock Songs (Billboard)     | 7       |
| США Mainstream Top 40 (Billboard)  | 23      |

| Чарт (2010—19)                 | Позиция |
| ------------------------------ | ------- |
| США Hot Rock Songs (Billboard) | 36      |

## Сертификации
| Регион                                                                      | Сертификация  | Продажи   |
| --------------------------------------------------------------------------- | ------------- | --------- |
| Канада (Music Canada)                                                       | 2× Платиновый | 160 000   |
| Великобритания (BPI)                                                        | Золотой       | 400 000   |
| США (RIAA)                                                                  | 3× Платиновый | 3 000 000 |
| Данные о продажах + прослушиваниях приведены только на основе сертификации. |               |           |